# Festival d'été de Belgrade
Le Festival d'été de Belgrade ou BELEF, en serbe cyrillique Београдски летњи Фестивал et en serbe translittéré Beogradski letnji festival, est un festival de théâtre, de danse, de musique et de peinture qui se déroule chaque année en juillet-août à Belgrade, la capitale de la Serbie.

## Présentation
Sous sa forme actuelle, le festival est né en 1992. Il présente des spectacles divers, dans le domaine des arts scéniques (théâtre, danse), des arts visuels et de la musique mais aussi des "ateliers" de lecture etc. La plupart des manifestations ont lieu en plein air, dans les rues et sur les places de Belgrade ainsi que dans les hauts lieux de son histoire (comme la forteresse de Kalemegdan.
En 2004, a été fondé le BELEF Centar, qui émane du festival. Ce centre est destiné à promouvoir dans la ville des spectacles non institutionnels. Outre le Festival d'été, il organise les Jours de Belgrade, manifestation qui commémore les grandes dates de l'histoire de la capitale serbe.

## Actualité
En 2007, le Festival d'été de Belgrade a lieu du 27 juillet au 12 août. On peut en consulter le programme sur le site internet qui lui est consacré.